# Andrea Carli
Andrea Carli (Roma, 17 maggio 1975) è un attore italiano, attivo in campo teatrale e cinematografico.

## Biografia
Nato a Roma, segue un percorso di formazione frequentando nel 1995 la Scuola di canto CSM, nello stesso anno la Scuola di recitazione e costruzione del personaggio a cura di A. G. Troiano (cui segue il suo debutto a teatro con Don Giglio, diretto dallo stesso Troiano), poi il workshop Tocca a te curato da P. Pellegrino e B. Giordani (2004), infine il Corso di doppiaggio di Teo Bellia (2010).
Dal 1997 partecipa a numerosi spettacoli teatrali, soprattutto versioni italiane di opere in lingua inglese, quali Jersey Boys, Grease, La famiglia Addams, Il vizietto e altre. Nel 2019 e nel 2020 interpreta padre Damien Karras ne L'esorcista.
Nel corso degli anni partecipa inoltre ad alcuni film e spot televisivi.

## Filmografia
- Amiche, regia di Massimo Natale (2007)
- Fratelli, regia di Andrea Di Bari (2009)
- Anche tu nel cretaceo, regia di Lorenzo Bassano (2013)
- Il caffe’ del generale, regia di Antonio Domenici (2015)

## Teatro
- Don Giglio, regia di A. G. Troiano (1997)
- Quartetto per viola, regia di Claudio Carafoli (2000)
- Aggiungi un posto a tavola, 4a edizione, regia di Gino Landi (2010)
- Beatles Tribute, regia di Renato Greco (2010)
- Grease (musical), 6a edizione italiana, regia di Saverio Marconi (2011/2014)
- Stanno suonando la nostra canzone di Neil Simon, versione italiana, regia di Gianluca Guidi (2012)
- La botta in testa, regia di Pier Francesco Pingitore (2015)
- La febbre del sabato sera, versione teatrale italiana, regia di Claudio Insegno (2017)
- Uomini sull'orlo di una crisi di nervi, regia di Rosario Galli (2018)
- Jersey Boys (musical), versione italiana, regia di Claudio Insegno (2018)
- La famiglia Addams (musical), versione italiana, regia di Claudio Insegno (2019)
- A Bronx Tale (musical) di Chazz Palminteri, versione italiana, regia di Claudio Insegno (2019)
- L'esorcista di John Pielmeier, opera teatrale tratta dal romanzo di William Peter Blatty, versione italiana, regia di Alberto Ferrari (2019-2020)
- Permette signora!, regia di Elena Ronchetti (Riccione, 2022)[4]
- Al passo coi templi, regia di Marco Savatteri (2022)
- Il vizietto di Jean Poiret, versione italiana, regia di Claudio Insegno (2022)
- Antigone, regia di Marco Savatteri (2022)
- Legally Blonde (musical), versione italiana, regia di Matteo Gastaldo (2024)